# Journal of Historical Review

обкладинка журналу Journal of Historical Review, July/August 1994, Volume 14, Number 4

Journal of Historical Review (Історичний огляд) — щоквартальний псевдоісторичний журнал, який з 1980 по 1986, потім з 1987 по 2002 роки в Торрансі (штат Каліфорнія) видавав Інститут перегляду історії. З 2002 року Інститут перегляду історії став поширювати свої публікації на своєму офіційному сайті [Архівовано 9 травня 2009 у Wayback Machine.] і через e-mail. Однак, видані номери продовжують поширюватися і продаватися.
В основному тематика опублікованих у журналі статей стосується історії Німеччини часів націонал-соціалізму, періоду Другої світової війни, Голокосту і його заперечення, хоча частина статей присвячена більш раннім періодам історії.